# Verhoturjei Szimeon
Verhoturjei Szimeon (oroszul: Симеон Верхотурский; 1607 – 1642), más néven merkusinói Szimeon (Симеон Меркушинский), orosz ortodox szent. Az uráli régió védőszentje. Fő ünnepe december 31-e (modern naptár).
A szembetegségben vagy bénultságban szenvedő szibériai hívők gyakran fordulnak hozzá segítségért.

## Élete
Az életével kapcsolatos információ nagyon kevés.
A hagiográfia szerint egy nemesi bojár családban született Oroszország európai részén. Szülei halála után, a zűrzavaros idők idején az Urál-hegységbe került, és Verhoturje városában élt. 1620-ban aztán az innen kb. 50 km-re levő faluba, Merkusinóba költözött és itt és a környékén töltötte élete hátralevő részét. Származását titkolva, anyagi lemondásban, koldusként élt. A manysik között hirdette a kereszténységet. 
Híres volt az önzetlenségéről, az alázatosságáról és aszkézist gyakorolt. Bejárta a falvakat, és ingyen varrt félkabátokat és egyéb ruhákat a rászoruló szegényeknek.
1642-ben, kb. 35 évesen halt meg Merkusinóban, és a templomkertben temették el.

## Későbbiek
1692-ben a koporsója csodával határos módon felemelkedett sírjából, úgy hogy a maradványai láthatók voltak. A helyi lakosok ezt a szentsége jelének tekintették.
Majd ezt követően hozzá kötődően csodás gyógyulási esetek jelentkeztek.
1694-ben szentté avatták, majd
1704-ben az ereklyéi átkerültek Verhoturje város Szt. Miklós kolostorába.

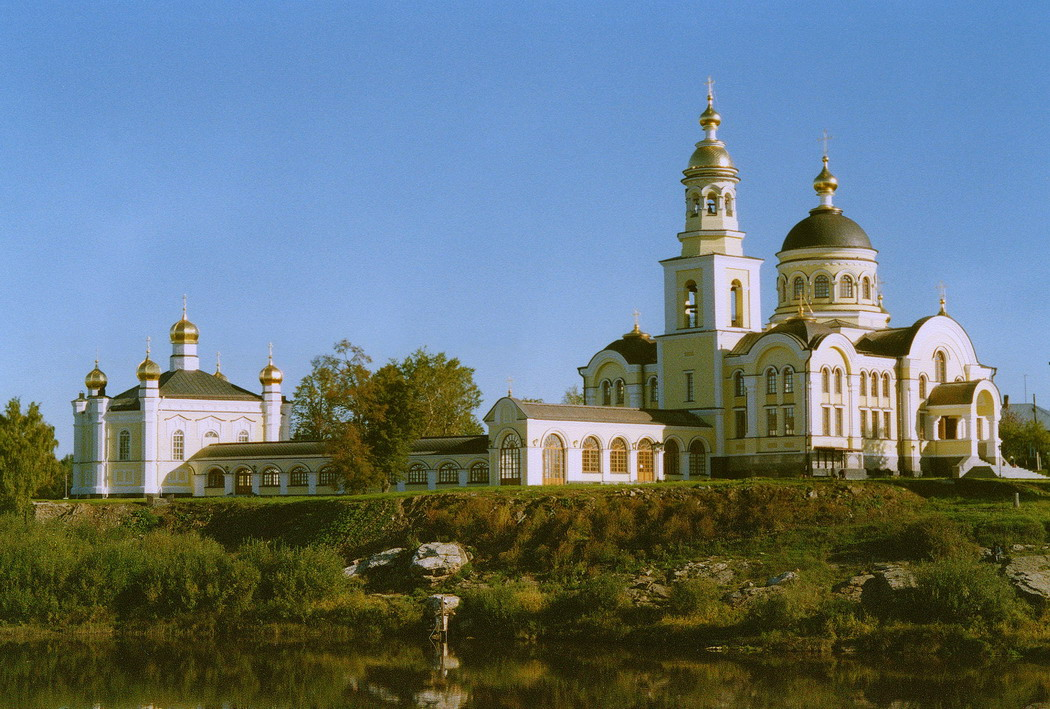
A zarándokhellyé vált Merkusino templomai

Az ereklyéi sok zarándokot vonzanak a kolostorba. A 20. század elején a látogatók száma elérte az évi 60 ezer főt. Napjainkban is sok zarándok megy verhoturjei ereklyéihez, illetve Merkusino faluba, testi és lelki betegségeik gyógyulásáért.